# Nerijus Radžius
Nerijus Radžius (* 27. August 1976 in Akmenė) ist ein litauischer Fußballspieler. Er spielt seit 2010 bei Sūduva Marijampolė in der A Lyga, der höchsten litauischen Spielklasse.

## Karriere
Radžius begann seine Karriere in der Jugendmannschaft seines Heimatklubs Cementininkas Naujoji Akmenė. 1995 wechselte er zu VMFD Žalgiris Vilnius, wo er bis 2000 tätig war. Bereits in seiner ersten Saison wurde man Dritter im Meister-Playoff. 1997 wurde man Pokalsieger und 1999 folgte der erste Meistertitel in der Karriere von Radžius. Daraufhin verließ er 2000 Vilnius und wechselte zu Zagłębie Lubin nach Polen. In der ersten Saison wurde der fünfte Platz erreicht, weiters kam man ins Finale des polnischen Ligapokals. 
2003 wechselte er dann nach drei Jahren zu Tschernomorez Noworossijsk nach Russland, später wechselte er innerhalb des Landes zu Wolgar-Gasprom Astrachan. 2006 kehrte er nach Litauen zurück und unterschrieb beim FBK Kaunas, wo er 2006 und 2007 Meister wurde, 2008 folgte der Vizemeistertitel und ein Pokalsieg, zudem gelang der Sieg in der Baltic League. 2009 wechselte er abermals nach Polen, wo er eine halbe Saison bei Łódzki KS unter Vertrag stand. Im Januar 2010 kehrte er wieder in die Heimat zurück und ging zu Sūduva Marijampolė. 
Für Litauen spielte er bisher elf Mal. Sein Debüt gab er bereits 1997.

## Erfolge
- Litauischer Meister: 1999, 2006, 2007
- Litauischer Pokalsieger: 1997, 2008
- Baltic League: 2008